# 니클의 소년들
"니클의 소년들"(영어: Nickel Boys)은 2024년 개봉한 미국의 역사 드라마 영화이다. 라멜 로스의 감독 데뷔작으로 그가 공동각본 역시 맡았으며, 콜슨 화이트헤드의 동명 소설이 영화의 원작이다.